# Final da Taça de Portugal de Andebol de 2017–18
A Final da Taça de Portugal de Andebol de 2017–18 foi a final da 47ª edição da Taça de Portugal de Andebol, competição organizada pela Federação Portuguesa de Andebol. A final foi disputada a 27 de maio de 2018, no Pavilhão Municipal de Peso da Régua.
A competição envolveu os 77 clubes que disputam os três principais escalões do sistema de ligas de andebol de Portugal – 14 do Campeonato Andebol 1, 28 do Campeonato Andebol 2 e 35 do terceiro escalão – durante a época 2017–18. 
O SL Benfica e o Sporting CP enfrentaram-se pela sexta vez na final da competição, realizada dez anos antes. O SL Benfica venceu por 31–24 no tempo regulamentar, vencendo assim a sua sexta Taça de Portugal. 

## Historial
A competição contou com um formato em final four com as semifinais e a final a serem disputadas num espaço de poucos dias no mesmo pavilhão. O Pavilhão Municipal de  Peso da Régua hospedou todos os jogos da fase final da competição. 
O SL Benfica qualificou-se para a sua 13.ª final, tendo conquistado o título da prova na última vez que as duas equipas se defrontaram na final.
O Sporting CP qualificou-se para a sua 26.ª final, alcançando a sua terceira final consecutiva na competição, tempo perdido as anteriores para o SL Benfica e o ABC Braga em 2016 e 2017, respetivamente. O Sporting CP procurava a sua sexta dobradinha, alcançadas anteriormente em 1972, 1973, 1981, 2001 e 2005.

## Qualificação
| SL Benfica        | SL Benfica | SL Benfica               | Ronda         | Sporting CP        | Sporting CP | Sporting CP              |
| ----------------- | ---------- | ------------------------ | ------------- | ------------------ | ----------- | ------------------------ |
| Oponente          | Resultado  | Estádio                  | Eliminatórias | Oponente           | Resultado   | Estádio                  |
| Arsenal da Devesa | 25–39      | Pavilhão Flávio Sá Leite | 1/16 final    | CCR Alto do Moinho | 18–41       | Pav. Mun. Alto do Moinho |
| ADC Benavente     | 18–45      | Pav. Esc. Sec. Benavente | 1/8 final     | Santo Tirso        | 17–36       | Pav. Mun. Santo Tirso    |
| São Bernardo      | 25–28      | Pav. Gim. São Bernardo   | 1/4 final     | Avanca             | 40–24       | Pavilhão João Rocha      |
| Oponente          | Resultado  | Estádio                  | Final four    | Oponente           | Resultado   | Estádio                  |
| FC Gaia           | 33–29      | Municipal da Régua       | 1/2 final     | Porto              | 21–30       | Municipal da Régua       |

## Partida
| 27 de maio de 2018 18:00 | SL Benfica          | 31–24     | Sporting CP       | Municipal de Régua, Guarda |
| 27 de maio de 2018 18:00 | Davide Carvalho (9) | (15–10)   | Pedro Portela (6) | Municipal de Régua, Guarda |
| 27 de maio de 2018 18:00 | 4× 2× 1×            | Relatório | 5× 0× 1×          | Municipal de Régua, Guarda |

| SL Benfica | Sporting |